# Панов, Николай Николаевич (партийный деятель)
Николай Николаевич Панов — советский учёный и партийный деятель.

## Биография
Родился в 1927 году. Член КПСС.
Окончил Куйбышевский индустриальный институт.
В 1950—1961 гг. — ассистент, доцент, заведующий кафедрой, декан машиностроительного факультета Куйбышевского индустриального института.
В 1961—1968 гг. — ректор Куйбышевского индустриального института им. В. В. Куйбышева.
В 1968—1979 гг. — секретарь Куйбышевского обкома КПСС по идеологии.
В 1979—1990 гг. — ответственный работник аппарата ЦК КПСС.
Делегат XXIV съезда КПСС.
Жил в Самаре.

## Награды
- Орден Трудового Красного Знамени (09.09.1971, 1973, 1976)
- Орден Дружбы народов (1987)
- Орден Знак Почёта (1967)